# Brewery Ommegang

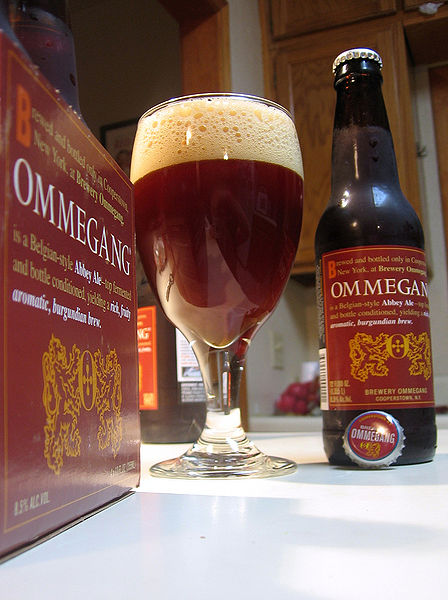
Ommegang Abbey Ale.

Brewery Ommegang is een bierbrouwerij in het Amerikaanse Cooperstown (New York). Het bedrijf werd opgericht in 1997 door Don Feinberg met de bedoeling bier te brouwen op de Belgische manier.
Sinds 2003 is de brouwerij eigendom van de Brouwerij Duvel Moortgat. De West-Vlaming Laurent Demuynck is er CEO.

## Belgisch
De brouwerij bevindt zich op een domein van 55 ha, dat vroeger diende voor het kweken van hop. Het brouwerijcomplex herinnert aan de vroeger bouwstijl van de monumentale hoeves in het Belgische Henegouwen. De voorgevel draagt twee jaartallen: 1549 het jaar van de eerste ommegang in Brussel en 1997 het jaar van de oprichting. De site is gelegen in een gebied dat New Belgium wordt genoemd, omwille van de talrijke immigranten uit België.

## Biersoorten
De brouwerij heeft een jaarlijkse productie van 18.000 hectoliter.
- Ommegang Abbey Ale
- Hennepin Farmhouse Saison
- Rare Vos Amber Ale
- Ommegang Witte Ale
- Three Philosophers
- Ommegeddon Funkhouse Ale
- Ommegang Chocolate Indulgence Stout